# Премијер лига Босне и Херцеговине у одбојци
Премијер лига Босне и Херцеговине у одбојци је најјача одбојкашка лига за мушкарце у Босни и Херцеговини коју организује Одбојкашки савез БиХ. Састоји се од 10 клубова.
Из Премијер лиге испадају два клуба у нижи ранга такмичења, а у Премијер лигу улази победник Суперлиге Федерације БиХ и победник Лиге првака РС.

## Историја
У периоду од 1994. до 2001. године постојала су три одвојена савеза са седиштима у Сарајеву, Бањалуци и Мостару, која су организовала засебна такмичења, иако је ЦЕВ признавао само Прву лигу Босне и Херцеговине, чије је седиште у Сарајеву. Године 2001. створена је јединствена лига на територији Федерације БиХ, док је Одбојкашки савез Републике Српске организовао посебно такмичење Првенство Републике Српске, овакво стање је остало све до 2005. године када се ствара заједничка лига са учешћем екипа са територије целе Босне и Херцеговине. Ова лига је названа Премијер лига Босне и Херцеговине у одбојци.

### Прва лига Босне и Херцеговине у одбојци[1]
| Финалне утакмице плеј-офа Прве лиге Босне и Херцеговине | Финалне утакмице плеј-офа Прве лиге Босне и Херцеговине | Финалне утакмице плеј-офа Прве лиге Босне и Херцеговине | Финалне утакмице плеј-офа Прве лиге Босне и Херцеговине |
| Сезона                                                  | Првак                                                   | Резултат                                                | Вицепрвак                                               |
| ------------------------------------------------------- | ------------------------------------------------------- | ------------------------------------------------------- | ------------------------------------------------------- |
| 1994.                                                   | ОК Босна Сарајево                                       |                                                         | ОК Какањ                                                |
| 1994/95.                                                | ОК Градина Сребреник                                    |                                                         | ОК Чарли Храсница                                       |
| 1995/96.                                                | ОК Бихаћ                                                |                                                         | ОК Какањ                                                |
| 1996/97.                                                | ОК Бихаћ                                                |                                                         | ОК Какањ                                                |
| 1997/98.                                                | ОК Синпос Сарајево                                      |                                                         | ОК Какањ                                                |
| 1998/99.                                                | ОК Брчко                                                |                                                         | ОК Синпос Сарајево                                      |
| 1999/00.                                                | ОК Какањ                                                |                                                         | ОК Бихаћ                                                |
| 2000/01.                                                | ОК Какањ                                                |                                                         | ОК Босна Сарајево                                       |

### Премијер лига Федерације Босне и Херцеговине у одбојци[2]
| Финалне утакмице плеј-офа Премијер лиге Федерације Босне и Херцеговине | Финалне утакмице плеј-офа Премијер лиге Федерације Босне и Херцеговине | Финалне утакмице плеј-офа Премијер лиге Федерације Босне и Херцеговине | Финалне утакмице плеј-офа Премијер лиге Федерације Босне и Херцеговине |
| Сезона                                                                 | Првак                                                                  | Резултат                                                               | Вицепрвак                                                              |
| ---------------------------------------------------------------------- | ---------------------------------------------------------------------- | ---------------------------------------------------------------------- | ---------------------------------------------------------------------- |
| 2001/02.                                                               | ОК Напредак Оџак                                                       | 2:1                                                                    | ОК Какањ                                                               |
| 2002/03.                                                               | ОК Какањ                                                               | 2:0                                                                    | ОК Босна Сарајево                                                      |
| 2003/04.                                                               | ОК Какањ                                                               | 2:1                                                                    | ОК Босна Сарајево                                                      |
| 2004/05.                                                               | ОК Какањ                                                               | 2:1                                                                    | ОК Брчко                                                               |

### Премијер лига Босне и Херцеговине у одбојци[3]
| Финалне утакмице плеј-офа Премијер лиге Босне и Херцеговине | Финалне утакмице плеј-офа Премијер лиге Босне и Херцеговине | Финалне утакмице плеј-офа Премијер лиге Босне и Херцеговине | Финалне утакмице плеј-офа Премијер лиге Босне и Херцеговине |                                            |
| Сезона                                                      | Првак                                                       | Резултат                                                    | Вицепрвак                                                   |                                            |
| ----------------------------------------------------------- | ----------------------------------------------------------- | ----------------------------------------------------------- | ----------------------------------------------------------- | ------------------------------------------ |
| 2005/06.                                                    | ОК Модрича Оптима                                           | 2:1                                                         | ОК Напредак Оџак                                            |                                            |
| 2006/07.                                                    | ОК Напредак Оџак                                            | 2:1                                                         | ОК Модрича Оптима                                           |                                            |
| 2007/08.                                                    | ОК Какањ                                                    | 2:0                                                         | ОК Модрича Оптима                                           |                                            |
| 2008/09.                                                    | ОК Какањ                                                    | 2:0                                                         | ОК Напредак Оџак                                            |                                            |
| 2009/10.                                                    | ОК Какањ                                                    | 2:0                                                         | ОК Напредак Оџак                                            |                                            |
| 2010/11.                                                    | ОК Какањ                                                    | 2:0                                                         | МОК Брчко-Јединство                                         |                                            |
| 2011/12.                                                    | ОК Какањ                                                    | 2:0                                                         | ОК Младост Брчко                                            |                                            |
| 2012/13.                                                    | ОК Какањ                                                    | 2:0                                                         | МОК Јединство Брчко                                         |                                            |
| 2013/14.                                                    | ОК Младост Брчко                                            | 2:1                                                         | МОК Јединство Брчко                                         |                                            |
| 2014/15.                                                    | ОК Младост Брчко                                            | 2:0                                                         | ОК Гацко                                                    |                                            |
| 2015/16.                                                    | ОК Младост Брчко                                            | 2:0                                                         | ОК Какањ                                                    |                                            |
| 2016/17.                                                    | ОК Младост Брчко                                            | 2:0                                                         | ОК Радник Бијељина                                          |                                            |
| 2017/18.                                                    | ОК Младост Брчко                                            | 2:1                                                         | ОК Радник Бијељина                                          |                                            |
| 2018/19.                                                    | ОК Младост Брчко                                            | 2:0                                                         | ОК Какањ                                                    |                                            |
| 2019/20.                                                    | Отказано због пандемије ковида 19 у Европи                  | Отказано због пандемије ковида 19 у Европи                  | Отказано због пандемије ковида 19 у Европи                  | Отказано због пандемије ковида 19 у Европи |
| 2020/21.                                                    | ОК Младост Брчко                                            | 2:0                                                         | ХОК Домаљевац                                               |                                            |
| 2021/22.                                                    | ОК Какањ                                                    | 2:0                                                         | ХОК Домаљевац                                               |                                            |
| 2022/23.                                                    | ОК Радник Бијељина                                          | 2:1                                                         | ХОК Домаљевац                                               |                                            |

## Успешност клубова
| Клуб                 | Првак | Вицепрвак | Година (првак)                                                          | Година (вицепрвак)                        |
| -------------------- | ----- | --------- | ----------------------------------------------------------------------- | ----------------------------------------- |
| ОК Какањ             | 12    | 7         | 2000, 2001, 2003, 2004, 2005, 2008, 2009, 2010, 2011, 2012, 2013, 2022. | 1994, 1996, 1997, 1998, 2002, 2016, 2019. |
| ОК Младост Брчко     | 7     | 1         | 2014, 2015, 2016, 2017, 2018, 2019, 2021.                               | 2012.                                     |
| ОК Напредак Оџак     | 2     | 3         | 2002, 2007.                                                             | 2006, 2009, 2010.                         |
| ОК Бихаћ             | 2     | 1         | 1996, 1997.                                                             | 2000.                                     |
| ОК Босна Сарајево    | 1     | 3         | 1994.                                                                   | 2001, 2003, 2004.                         |
| ОК Модрича Оптима    | 1     | 2         | 2006.                                                                   | 2007, 2008.                               |
| ОК Радник Бијељина   | 1     | 2         | 2023.                                                                   | 2017, 2018.                               |
| ОК Синпос Сарајево   | 1     | 1         | 1998.                                                                   | 1999.                                     |
| ОК Брчко             | 1     | 1         | 1999.                                                                   | 2005.                                     |
| ОК Градина Сребреник | 1     | —         | 1995.                                                                   | —                                         |
| МОК Јединство Брчко  | —     | 3         | —                                                                       | 2011, 2013, 2014.                         |
| ХОК Домаљевац        | —     | 3         | —                                                                       | 2021, 2022, 2023.                         |
| ОК Чарли Храсница    | —     | 1         | —                                                                       | 1996.                                     |
| ОК Гацко             | —     | 1         | —                                                                       | 2015.                                     |